# Кинг-Конг (фильм, 1976)
«Кинг-Конг» (англ. King Kong) — американский приключенческий фильм о монстрах 1976 года, режиссёра Джона Гиллермина и продюсера Дино Де Лаурентиса. Это осовремененный ремейк одноимённого фильма 1933 года о гигантской обезьяне, которую захватили и отвезли в Нью-Йорк на выставку. В нём снялись Джефф Бриджес, Чарлз Гродин и Джессика Лэнг в её первой роли в кино, а также механические эффекты Карло Рамбальди и эффекты грима Рика Бейкера, который также сыграл главного героя. Это пятый фильм во франшизе «Кинг-Конг».
Идея переделать «Кинг-Конга» была задумана Майклом Айснером, который в то время был руководителем ABC, в 1974 году. Он отдельно предложил эту идею генеральному директору Universal Pictures Сидни Шейнбергу и генеральному директору Paramount Pictures Барри Диллеру. Итальянский продюсер Дино Де Лаурентиис быстро приобрёл права на фильм у RKO-General и впоследствии нанял телевизионного сценариста Лоренцо Семпла-младшего для написания сценария. Джон Гиллермин был нанят в качестве режиссёра, съёмки шли с января по август 1976 года. Перед выходом фильма Universal Pictures подала в суд на De Laurentiis и RKO-General, утверждая, что они нарушили контракт, и попытались разработать свой ремейк «Кинг-Конга». В ответ Де Лаурентиис и RKO-General подали отдельные встречные иски против Universal Pictures, все из которых были отозваны к январю 1976 года.
Фильм был выпущен 17 декабря 1976 года и получил смешанные отзывы от кинокритиков, и при этом имел скромный успех в прокате. Он получил неконкурентную премию «Оскар» за особые достижения за лучшие визуальные эффекты, а также был номинирован на лучшую операторскую работу и лучший звук. Из трёх основных фильмов о Кинг-Конге это единственный, в котором показан Всемирный торговый центр вместо Эмпайр-стейт-билдинг. Сиквел под названием «Кинг-Конг жив» был выпущен в 1986 году, а Гиллермин снова стал режиссёром.

## Сюжет
Действие происходит в 1976 году. Фред Уилсон, глава нефтяной компании «Petrox», организует корабельную экспедицию в Индийский океан к неизвестному острову, который постоянно покрыт облаком. Зная о запланированной экспедиции, перед самым отплытием на корабль незамеченным проникает палеонтолог Джек Прескотт. Во время плавания Фред проводит презентацию секретных спутниковых снимков острова, по утверждению Фреда, полученных им у сотрудника НАСА за взятку, и сопровождающий его учёный объясняет, что химический состав облачного покрова над островом является следствием наличия большого запаса нефти на малой глубине. В этот момент Джек даёт обнаружить себя и сообщает, что всё это может быть объяснено присутствием на острове гигантского животного. Фред, возмущённый этой неприятной и неожиданной для него информацией, приказывает запереть Джека. Пока Джека ведут под руки по палубе, он замечает вдали дрейфующую лодку. Приблизившись, в ней обнаружили начинающую актрису Дуэн, потерпевшую крушение корабля, сигналы SOS которого были предположительно услышаны ранее во время шторма.
Прибыв к острову, небольшая команда во главе с Фредом и Джеком, а также в сопровождении Дуэн отправляется на его разведку. Они обнаруживают некую высокую стену, в которой Джек замечает следы свежей земли, использованной для ремонта стены, чем он объясняет присутствие людей на острове и чего-то опасного, из-за чего стена и была построена. Фред возражает, утверждая, что это древнее сооружение и сейчас остров необитаем, но внезапно издалека раздаются звуки барабанов и музыки. Придя к месту, откуда шли звуки, они увидели аборигенов, совершавших незнакомый ритуал с женщиной. Наблюдая за происходящим и осматривая ландшафт, они замечают лужу нефти. И тут их обнаруживают. Ритуал прерывается и считается аборигенами нарушенным. Заметив среди непрошенных гостей Дуэн, предводитель аборигенов требует отдать её им, но даже в обмен на шестерых аборигенок Джек и Фред отказываются. Выкрав Дуэн ночью с корабля, аборигены устраивают ритуал и приносят Дуэн в жертву гигантской горилле Конгу, оставив Дуэн привязанной за воротами высокой стены. Конг, привлечённый трубными сигналами аборигенов, приходит и уносит Дуэн с собой вглубь острова, при этом постепенно становится очарованным ею и привязанным к ней.
Джек, обнаружив пропажу Дуэн на корабле, отправляется с ещё несколькими людьми в погоню за Конгом с целью освободить Дуэн. При попытке перебраться по бревну над пропастью, они сталкиваются с Конгом, большинство из них погибает, будучи сброшенными Конгом с бревна в пропасть, в живых остаются только Джек и Боун. Боун отправляется обратно, чтобы сообщить о произошедшем, а Джек продолжает преследование Конга. Узнав тем временем, что обнаруженная на острове нефть очень низкого качества и непригодна, руководитель экспедиции решает вывезти с острова Конга и заработать, показывая его нью-йоркской публике. Когда Джек уже приблизился к Конгу, тот вынужден вступить в борьбу с гигантской змеёй, оставив без присмотра Дуэн. Пользуясь случаем Джек уводит у него Дуэн, и вместе они бегут обратно к воротам стены. Конг, убив змею, устремляется в погоню за беглецами. Тем временем по эту сторону ворот для Конга приготовили ловушку—яму прикрытую сверху ветвями деревьев и на дне обставленную бочками с хлороформом для усыпления, куда Конг в итоге и попадает.
В грузовом отсеке танкера Конга везут в Нью-Йорк. Во время первого же представления Конг, решив, что фоторепортёры напали на Дуэн, приходит в ярость, освобождается от оков, вылезает из клетки, начинает преследовать и искать Дуэн, круша всё на своём пути. Снова найдя Дуэн, он отправляется к Всемирному торговому центру, две башни которого напоминали ему две скалы на родном острове. Там Конга окружили военные. Тогда он взобрался на крышу Южной башни, где был атакован огнемётом. Убегая, Конг перепрыгнул на крышу Северной башни, но и там был атакован боевыми вертолётами. Ослабев от пулевых ранений, он падает с 417-метровой высоты на площадь и погибает. Оказавшись возле Конга, Дуэн слышит последние удары сердцебиения Конга.

## В ролях
- Джефф Бриджес — Джек Прескотт
- Чарлз Гродин — Фред Уилсон
- Джессика Лэнг — Дуэн
- Джон Рэндольф — капитан Росс
- Эд Лотер — Карнахэн
- Рене Обержонуа — Рой Бэгли
- Джулиус Харрис[англ.] — Боэн
- Джек О’Хэллоран[англ.] — Джо Перко
- Рик Бейкер — Кинг-Конг (в титрах не указан)
- Питер Каллен — Кинг-Конг (озвучивание, в титрах не указан)

## Награды и номинации
Премия «Оскар»-1977
- Специальная награда за особые достижения (за визуальные эффекты) — Карло Рамбальди, Глен Робинсон, Франк Ван дер Веер (награда).
- Лучшая операторская работа — Ричард Х. Клайн[англ.] (номинация).
- Лучший звук — Гарри У. Тетрик[англ.] (посмертно), Уильям Л. Маккоги, Аарон Рочин, Джек Соломон (номинация).

Премия «Золотой глобус»-1977
- Лучший дебют актрисы — Джессика Лэнг (награда).

Премия BAFTA-1977
- Лучшая работа художника-постановщика — Марио Чиари, Дэйл Хеннеси (номинация)[6].

Премия «Сатурн»-1977
- Специальная награда[7].

## Съёмки
- Аниматронную 12-метровую и 6,5-тонную модель гориллы для фильма делала группа под руководством Карло Рамбальди, однако изготовленный ими огромный робот оказался неработоспособен. В результате специалист по сложному гриму Рик Бейкер вынужден был надевать на себя костюм гориллы и играть Конга сам. Модель удалось снять только в эпизоде шоу на стадионе, когда Конгу не нужно было двигаться. В начале финальных титров отдельно отмечено, что Конг был разработан Карло Рамбальди, сконструирован Рамбальди и Гленом Робертсоном, упомянут особый вклад Рика Бейкера.
- Роль Дуэн могла достаться молодой Мерил Стрип, которую привел на кастинг сын продюсера фильма Фредерико ди Лаурентис. По воспоминаниям самой Стрип, как только Дино ди Лаурентис увидел её, то спросил у своего сына на итальянском: «Почему ты притащил сюда эту уродину?!». На что сама Стрип, неплохо говорившая по-итальянски, ответила: «Мне очень жаль, что я недостаточно красива, чтобы сыграть в „Кинг-Конге“»[8].
- Фильм не имел ожидавшегося грандиозного успеха, но телевизионные трансляции в 1980-х годах оживили интерес к нему, и в 1986 году было выпущено продолжение «Кинг-Конг жив». Помимо прокатной версии, у этого фильма есть так называемая Long version (удлиненная версия), которая больше первой на 45 минут. Эта версия, продолжительностью три часа, разделенная на две части, демонстрировалась по американскому телевидению в начале 80-х, и именно её трансляции подняли интерес к этому фильму. Также известно, что полная версия была гораздо более доброжелательно встречена как критиками, так и поклонниками оригинального «Кинг-Конга». Полная версия никогда не выпускалась ни на кассетах, ни на дисках (лишь на некоторых DVD-изданиях можно найти несколько удаленных сцен в дополнительных материалах).
- Съёмки на острове, где герои проходят через арку в скале, а потом поднимаются по склону, проходили на Гавайях в северной части острова Кауаи.
- Фильм предлагали снимать Сэму Пекинпе, Роману Полански и Майклу Уиннеру. Все трое отказались[9].